# Hornsea Mere
Hornsea Mere är en sjö i Storbritannien.   Den ligger i riksdelen England, i den sydöstra delen av landet, 270 km norr om huvudstaden London. Hornsea Mere ligger 2 meter över havet. Arean är 1,0 kvadratkilometer. Trakten runt Hornsea Mere består till största delen av jordbruksmark. Den sträcker sig 1,0 kilometer i nord-sydlig riktning, och 2,1 kilometer i öst-västlig riktning.
Följande samhällen ligger vid Hornsea Mere:
- Hornsea (8 427 invånare)